# Hervormde kerk (Donkerbroek)
De Hervormde kerk is een kerkgebouw in Donkerbroek in de Nederlandse provincie Friesland.

## Beschrijving
De driezijdig gesloten zaalkerk is gebouwd ter vervanging van een middeleeuwse kerk die gewijd was aan Laurentius. De eerste steen werd gelegd op 23 april 1714. De geveltoren dateert uit 1860. Boven de ingang een gevelsteen met het wapen van de familie Lycklama à Nijeholt dat in 1796 was vlak gehakt. De westgevel is in 1914 vervangen. De kerk is een rijksmonument.

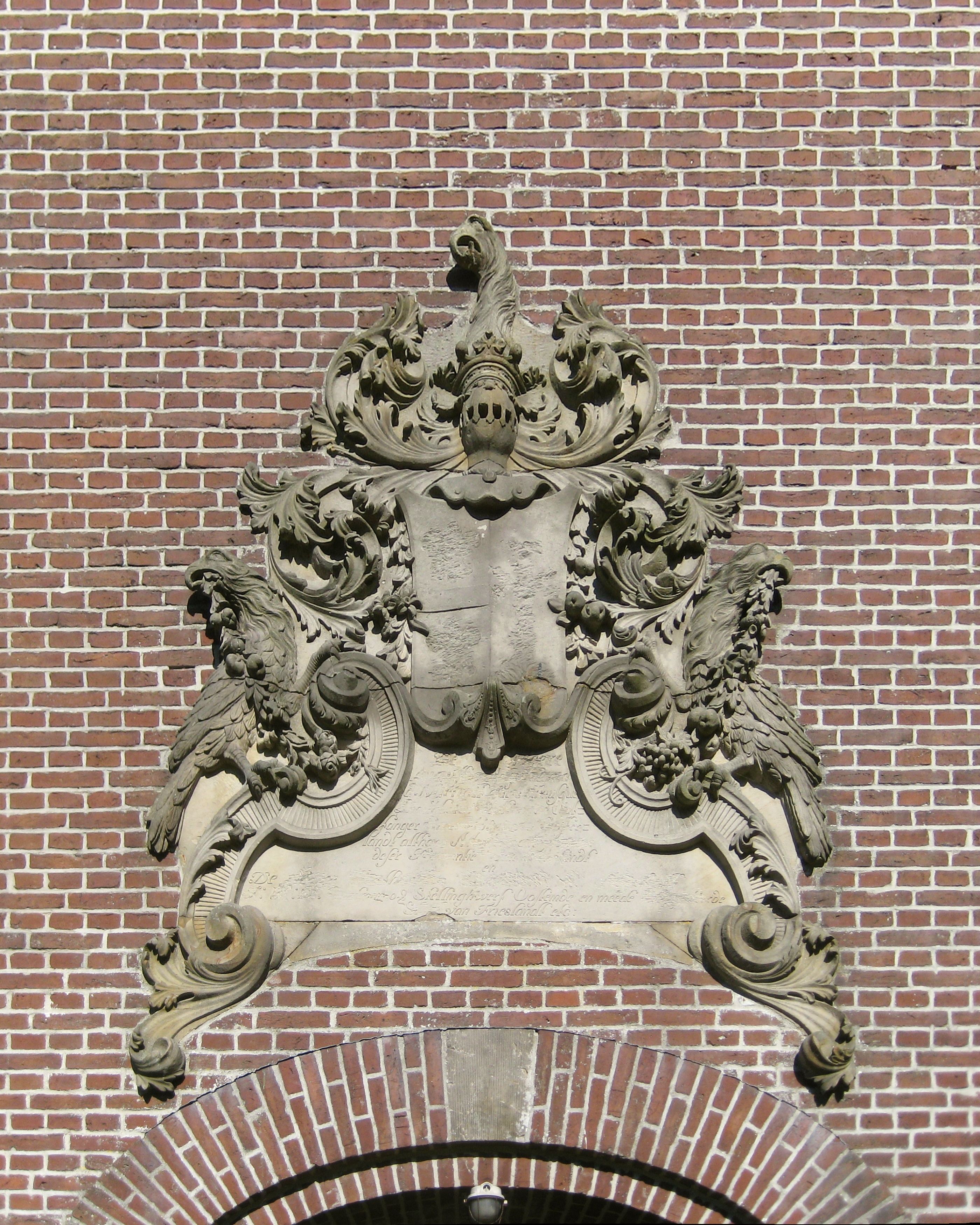
De in 1796 tijdens de Bataafse Revolutie beschadigde gevelsteen boven de ingang van de kerk (2012).

De preekstoel en het doophek dateren uit de 17e eeuw. Het orgel uit 1720 is vermoedelijk gemaakt door Matthijs Verhofstadt en is in 1879 overgebracht uit de rooms-katholieke kerk van Jutphaas. Het is in 1986 gerestuareerd door Bakker & Timmenga. In 1836 werd om het aantal zitplaatsen te vergroten een galerij met balustrade aangebracht die steunt op twee Dorische zuilen.
In de klokkenstoel met schilddak hangt een door Geert van Wou gegoten klok (circa 1520) en een klok (1520) van Johan Schonenborch. De klokkenstoel is een aantal malen herbouwd, gerestaureerd of vervangen (1802, 1889, 1922, 1974 en 2013).